# 799 Gudula
799 Gudula este un asteroid din centura principală, descoperit pe 9 martie 1915, de Karl Reinmuth.